# Gran Premio di San Marino 1997
Il Gran Premio di San Marino 1997 si è disputato il 27 aprile 1997 a Imola sul Circuito Enzo e Dino Ferrari. Ha visto la prima vittoria in carriera di Heinz Harald Frentzen, seguito da Michael Schumacher e Eddie Irvine, mentre il primo in classifica Jacques Villeneuve è stato costretto al ritiro. L'austriaco Berger, all'ultima stagione in Formula 1, ha gareggiato per la 200ª volta in carriera.

## Qualifiche

### Risultati
| Pos | N. | Pilota                | Costruttore       | Pneumatici | Tempo    | Distacco |
| --- | -- | --------------------- | ----------------- | ---------- | -------- | -------- |
| 1   | 3  | Jacques Villeneuve    | Williams-Renault  | G          | 1'23"303 |          |
| 2   | 4  | Heinz-Harald Frentzen | Williams-Renault  | G          | 1'23"646 | +0"343   |
| 3   | 5  | Michael Schumacher    | Ferrari           | G          | 1'23"955 | +0"652   |
| 4   | 14 | Olivier Panis         | Prost-Mugen-Honda | B          | 1'24"075 | +0"772   |
| 5   | 11 | Ralf Schumacher       | Jordan-Peugeot    | G          | 1'24"081 | +0"778   |
| 6   | 12 | Giancarlo Fisichella  | Jordan-Peugeot    | G          | 1'24"596 | +1"293   |
| 7   | 16 | Johnny Herbert        | Sauber-Petronas   | G          | 1'24"723 | +1"420   |
| 8   | 9  | Mika Häkkinen         | McLaren-Mercedes  | G          | 1'24"812 | +1"509   |
| 9   | 6  | Eddie Irvine          | Ferrari           | G          | 1'24"862 | +1"558   |
| 10  | 10 | David Coulthard       | McLaren-Mercedes  | G          | 1'25"077 | +1"774   |
| 11  | 8  | Gerhard Berger        | Benetton-Renault  | G          | 1'25"371 | +2"068   |
| 12  | 17 | Nicola Larini         | Sauber-Petronas   | G          | 1'25"554 | +2"241   |
| 13  | 22 | Rubens Barrichello    | Stewart-Ford      | B          | 1'25"579 | +2"276   |
| 14  | 7  | Jean Alesi            | Benetton-Renault  | G          | 1'25"729 | +2"426   |
| 15  | 1  | Damon Hill            | Arrows-Yamaha     | B          | 1'25"743 | +2"440   |
| 16  | 23 | Jan Magnussen         | Stewart-Ford      | B          | 1'26"192 | +2"889   |
| 17  | 2  | Pedro Diniz           | Arrows-Yamaha     | B          | 1'26"253 | +2"950   |
| 18  | 15 | Shinji Nakano         | Prost-Mugen-Honda | B          | 1'26"712 | +3"409   |
| 19  | 19 | Mika Salo             | Tyrrell-Ford      | G          | 1'26"852 | +3"549   |
| 20  | 21 | Jarno Trulli          | Minardi-Hart      | B          | 1'26"960 | +3"657   |
| 21  | 18 | Jos Verstappen        | Tyrrell-Ford      | G          | 1'27"428 | +4"125   |
| 22  | 20 | Ukyo Katayama         | Minardi-Hart      | B          | 1'28"727 | +5"424   |

## Gara

### Resoconto

Con il quarto posto finale su Jordan-Peugeot, l'italiano Giancarlo Fisichella coglie il suo primo piazzamento a punti in F1.

Quarta pole stagionale su quattro per Jacques Villeneuve, che si conferma il re del giro singolo. Nel warm up piove, ma per la gara si prevede pista asciutta e tutti partono con slick; solo la Prost sceglie assetto da bagnato con solo un pit: la loro gara sarà quindi compromessa.
Villeneuve parte bene, tanto che alla Tosa passa davanti a Schumacher, Frentzen e Ralf Schumacher. Problemi per Hill, che parte dai box, per Berger, che non parte e viene sfilato da tutti, e per Trulli, che non si avvia nemmeno. Cominciano subito i ritiri: Magnussen (al 3º giro) e Berger (al 5º) si insabbiano alle Acque Minerali.
Villeneuve, Schumacher, Frentzen e Ralf Schumacher allungano mentre il francese Panis fa da tappo a Irvine, Fisichella e Häkkinen. Al 12º giro Hill arriva lungo e tampona Nakano: per i due c'è il ritiro. Al 18º giro Irvine riesce a superare Panis, il quale si scompone e si fa passare anche da Fisichella. Subito dopo Ralf Schumacher si ferma ai box e si ritira con un semiasse rotto: il giro successivo tocca ad Herbert uscire di scena per un guasto elettrico alla sua Sauber.

Il tedesco Heinz-Harald Frentzen della Williams-Renault festeggia la sua prima vittoria in F1

Il primo a fare rifornimento è Schumacher che, rientrato in pista, spinge al massimo nel tentativo di superare Villeneuve, che perde tempo nel doppiaggio delle due Tyrrell. Il canadese infatti, tornando in pista dopo la sosta, si ritrova alle spalle del pilota tedesco. In testa però c'è Frentzen, che approfitta delle schermaglie tra i due rivali effettuando un giro veloce dopo l'altro: il tedesco della Williams rientra in testa anche dopo il suo pit-stop e cerca di allungare su Schumacher.
Irvine, con Fisichella in scia, si fa sotto a Coulthard che è quarto: il motore della McLaren fuma e perde olio rendendo la pista scivolosa davanti ai due inseguitori. Fisichella fiuta la situazione, induce all'errore Irvine e supera l'irlandese della Ferrari; subito dopo cede il motore Mercedes di Coulthard. A sorpresa al 41º giro Villeneuve rientra ai box con problemi al cambio: viene sostituito anche il volante ma il cambio rimane bloccato in terza. Per il canadese è il ritiro.
Dopo la seconda sosta Frentzen rientra davanti a Schumacher; non ce la fa invece Fisichella perché il suo box è più lento di quello Ferrari, sicché il romano perde il terzo posto ereditato da Irvine. Non succede più nulla fino alla fine: Frentzen vince il suo primo Gran Premio in carriera davanti alle Ferrari di Schumacher e Irvine, seguono Fisichella, Alesi e Häkkinen.

### Risultati
| Pos | N. | Pilota                | Costruttore       | Pneumatici | Giri | Tempo/Ritiro            |
| --- | -- | --------------------- | ----------------- | ---------- | ---- | ----------------------- |
| 1   | 4  | Heinz-Harald Frentzen | Williams-Renault  | G          | 62   | 1h31'00"673             |
| 2   | 5  | Michael Schumacher    | Ferrari           | G          | 62   | +1"237                  |
| 3   | 6  | Eddie Irvine          | Ferrari           | G          | 62   | +1'18"343               |
| 4   | 12 | Giancarlo Fisichella  | Jordan-Peugeot    | G          | 62   | +1'23"388               |
| 5   | 7  | Jean Alesi            | Benetton-Renault  | G          | 61   | +1 giro                 |
| 6   | 9  | Mika Häkkinen         | McLaren-Mercedes  | G          | 61   | +1 giro                 |
| 7   | 17 | Nicola Larini         | Sauber-Petronas   | G          | 61   | +1 giro                 |
| 8   | 14 | Olivier Panis         | Prost-Mugen-Honda | B          | 61   | +1 giro                 |
| 9   | 19 | Mika Salo             | Tyrrell-Ford      | G          | 60   | +2 giri                 |
| 10  | 18 | Jos Verstappen        | Tyrrell-Ford      | G          | 60   | +2 giri                 |
| 11  | 20 | Ukyo Katayama         | Minardi-Hart      | B          | 59   | +3 giri                 |
| Rit | 2  | Pedro Diniz           | Arrows-Yamaha     | B          | 53   | Cambio                  |
| Rit | 3  | Jacques Villeneuve    | Williams-Renault  | G          | 40   | Cambio                  |
| Rit | 10 | David Coulthard       | McLaren-Mercedes  | G          | 38   | Motore                  |
| Rit | 22 | Rubens Barrichello    | Stewart-Ford      | B          | 32   | Motore                  |
| Rit | 16 | Johnny Herbert        | Sauber-Petronas   | G          | 18   | Elettronica             |
| Rit | 11 | Ralf Schumacher       | Jordan-Peugeot    | G          | 17   | Trasmissione            |
| Rit | 15 | Shinji Nakano         | Prost-Mugen-Honda | B          | 11   | Collisione con D.Hill   |
| Rit | 1  | Damon Hill            | Arrows-Yamaha     | B          | 11   | Collisione con S.Nakano |
| Rit | 8  | Gerhard Berger        | Benetton-Renault  | G          | 4    | Testacoda               |
| Rit | 23 | Jan Magnussen         | Stewart-Ford      | B          | 2    | Testacoda               |
| NP  | 14 | Jarno Trulli          | Minardi-Hart      | B          | 0    | Cambio                  |

## Classifiche

### Piloti
| Pos. | Pilota                | Punti |
| ---- | --------------------- | ----- |
| 1    | Jacques Villeneuve    | 20    |
| 2    | Michael Schumacher    | 14    |
| 3    | Heinz Harald Frentzen | 10    |
| 3    | David Coulthard       | 10    |
| 3    | Eddie Irvine          | 10    |
| 3    | Gerhard Berger        | 10    |
| 3    | Mika Häkkinen         | 10    |
| 8    | Olivier Panis         | 6     |
| 9    | Ralf Schumacher       | 4     |
| 10   | Johnny Herbert        | 3     |
| 10   | Giancarlo Fisichella  | 3     |
| 10   | Jean Alesi            | 3     |
| 13   | Nicola Larini         | 1     |

### Costruttori
| Pos. | Team              | Punti |
| ---- | ----------------- | ----- |
| 1    | Williams-Renault  | 30    |
| 2    | Scuderia Ferrari  | 24    |
| 3    | McLaren-Mercedes  | 20    |
| 4    | Benetton-Renault  | 13    |
| 5    | Jordan-Peugeot    | 7     |
| 6    | Prost-Mugen-Honda | 6     |
| 7    | Sauber-Petronas   | 4     |